# Sir Winston Churchill Provincial Park
Sir Winston Churchill Provincial Park är en park i Kanada.   Den ligger i provinsen Alberta, i den centrala delen av landet, 2 800 km väster om huvudstaden Ottawa. Sir Winston Churchill Provincial Park ligger 562 meter över havet. Den ligger vid sjön Lac la Biche.
Terrängen runt Sir Winston Churchill Provincial Park är platt. Trakten runt Sir Winston Churchill Provincial Park är nära nog obefolkad, med mindre än två invånare per kvadratkilometer.. Närmaste större samhälle är Lac La Biche, 7,5 km söder om Sir Winston Churchill Provincial Park. 